# Jemaine Clement
Jemaine Clement (født 10. januar 1974) er en newzealandsk komiker, skuespiller og musiker, bedst kendt som den ene halvdel af den musikalske komedie duo Flight of the Conchords sammen med Bret McKenzie. Han har blandt andet haft en gæsteoptræden i The Simpsons og en birolle i Dinner for Schmucks fra 2010.
I august 2008 giftede Clemens sig med sin kæreste gennem længere tid, teaterskuespilleren og dramatikeren Miranda Manasiadis. Clemens første barn, en søn ved navn Sofokles Iraia, blev født i oktober 2008, i New York City.
I 2012 figurerede Clement i en større Hollywoodfilm, Men in Black 3, som hovedfjenden Boris the Animal. Han har lagt stemme til flere tegnefilmsfigurer, blandt andre Nigel fra Rio i 2011, Fart fra Adult swim's Rick and Morty i 2015 og Tamatoa fra Vaiana/Moana i 2016.

## Filmografi
- What We Do in the Shadows (2014)
- Men in Black 3 (2012)
- Dinner for Schmucks (2010)
- Gentlemen Broncos (2009)
- Eagle vs Shark (2007)